# 瑞克和莫蒂角色列表
《瑞克和莫蒂》是一系列於Adult Swim播出的美國電視科幻情景喜劇動畫，該劇於2013年首播。該劇主要圍繞於憤世嫉俗的瘋狂科學家瑞克和他容易受挫折的孫子莫蒂·史密斯在自己的生活和其他異空間穿梭的奇妙冒險。
該表列出《瑞克和莫蒂》中登場的角色。

## 主要角色

### 瑞克·桑切斯
瑞克·桑切斯（Rick Sanchez，賈斯汀·羅蘭德配音）是年邁的天才科學家，貝絲·史密斯的父親，以及莫蒂和桑美的外公。因有著酗酒的習慣，使得他女兒的家人擔心這會對莫蒂的安全造成威脅。《瑞克和莫蒂》的劇情大多都是圍繞在瑞克的故事線上。他經常表現地很神經質，儘管如此他仍是個相當有智慧的人，並認為自己的時間是很寶貴的。他蔑視許多一般人所觸及的事物，如學校、婚姻，甚至愛情，儘管他在劇中對自己的孫子和孫女表現出真正的感情。他認為自己完全優於其他家庭成員，但有時會表現出孤獨的一面。他在談話時常會在中途打嗝，似乎是因為他酗酒的習慣。第一季第十集中，他被確認是地球C-137的瑞克·桑切斯。

### 莫蒂·史密斯
莫蒂·史密斯（Morty Smith，賈斯汀·羅蘭德配音）是瑞克的14歲外孫。個性善良、天真，但容易受挫折的男孩，時常會被瑞克強行拉走，和其一起外出冒險。其長相遺傳自父親。他經常不願遵循瑞克的計劃，但卻因此受難而反被瑞克救援。莫蒂本身並不聰明，且個性軟弱，但偶爾會展現勇敢和堅強的一面，且還常會吐槽瑞克的怪異行徑。因常與瑞克一起冒險，使他在學校的缺曠率很高。由於他在事件中表現出的勇敢，而被瑞克稱作「Mortiest Morty」。第一季第十集中，他自稱是地球C-137的莫蒂·史密斯，但最後仍未解答。名字中的「老（Sr.）」來自「扶養嘎喳叭喳的孩子」一集中，他因和一個外星性愛機器人做愛而誕生了一個外星小孩，而將其子命名為「小莫蒂（Morty Jr.）」。在劇中，曾有幾個角色提到莫蒂有學習障礙；儘管如此，他都被認為是因自卑而壓抑住自己的智慧，儘管他曾經用取馬精液的機器自慰。

### 貝絲·史密斯
貝絲·史密斯（Beth Smith，莎拉·查爾克配音）是瑞克的女兒、莫蒂和桑美的母親，以及傑瑞的妻子。主要醫治馬的專業獸醫，儘管喜愛自己的工作，但對於自己的婚姻生活並不滿意，在第一季第四集之後就成為家中唯一的經濟支柱。她原本想成為一名真正的（人類）外科醫生，但在17歲時就已懷孕。她在家中是名可靠的存在，同時也常表現出自私、幽默和智慧的一面。此外，她也對瑞克帶著兒子四處冒險和惹麻煩而感到不安。當被抓走的瑞克回家後，貝絲必須在自己父親和丈夫間作選擇，最後貝絲選擇了瑞克，這導致她和傑瑞分居。

### 傑瑞·史密斯
傑瑞·史密斯（Jerry Smith，克里斯·帕內爾配音）是莫蒂和桑默的父親、貝絲的丈夫，以及瑞克的女婿。缺乏安全感、愛發牢騷，是家中最反對瑞克影響他家人的人。他的事業並不順遂，他曾在一間小型的廣告代理商的工作，直到他因無能的表現而被解僱。傑瑞常會對發生的問題而感到害怕，並與貝絲發生爭執，但兩人卻存有相互依賴的情感。傑瑞也時常為自己的無能和欠經營的婚姻而感到困擾，甚至是自卑。當被抓走的瑞克回家後，傑瑞因不滿瑞克而與貝絲分居，後住在一間汽車旅館，並領取失業補助。第三季末，傑瑞回到了家中和貝絲等人重聚。

### 桑美·史密斯
桑美·史密斯（Summer Smith，史賓瑟·葛拉莫配音）是莫蒂的17歲姊姊。是名個性傳統的青春期少女，她常試圖改善自己在同齡人中的地位。桑美和母親有些相似，常表現得非常聰明、幽默。她偶爾會對莫蒂常和瑞克一起冒險而感到嫉妒。在「找回瑞克」一集中，她是唯一想要拯救瑞克的家庭成員，儘管弟弟當時認為瑞克只不過是自私的混蛋。當父母同意離婚時，桑美開始怨恨她的父親而展現自己的黑暗面，直到與傑瑞和解。

## 次要角色

### 瑞克的關係人
- 捷戈（Jaguar，丹尼·崔喬配音）

被俄羅斯組織監禁的犯罪分子。俄羅斯組織為了殺死醃黃瓜瑞克而將他放出，以釋放其女兒。在戰鬥中，他和醃黃瓜瑞克意識到，兩人沒有成為敵人的理由，且還得知女兒已被該俄羅斯組織殺死，便開始合作擊潰該組織。
- 屎光去

瑞克的好友，一隻全身髒兮兮的貓型外星人，常使用「屎光」這一詞。屎光是一句語境用詞，透過語氣的轉折，可以代表很多詞句。只有瑞克的老友們知道屎光去所說屎光代表什麼的意思。
- 鳥人

瑞克的好友，一位思想成熟的鳥人外星人，第二季第十集被桑美的好友戴美殺害後改造成鳳凰人。第四季第十集被瑞克打敗，並將其拆解封印於倉庫中。第五季第八集瑞克趁家人外遊時獨自重組鳥人的身體，但其心智卻還沒有恢復，瑞克利用科技跳進鳥人的深層記憶嘗試喚醒友人，鳥人的主體心靈本來生無可戀不願醒來，直到瑞克提及到他與戴美還有一個孩子才喚起求生意志恢復身體的控制。
- 便便洞先生

瑞克的好友，不知何時開始居住在傑瑞家中，是一位個性非常好的不明生物，所有的人對他都沒有不好的回憶。在一次與會算改記憶外星寄生蟲的戰鬥中，貝絲懷疑他是寄生蟲(寄生蟲只製造美好回憶)而槍擊他，從此搬離傑瑞家。
- 金屬齒輪

瑞克的好友，一位全身由齒輪組成的外星人，經常幫助瑞克修理飛船，但背叛過瑞克，被瑞克修理一頓，最後又跟瑞克和好。瑞克曾表示全部想殺他的人，有一半最後都會跟他和好。
- 联合体

瑞克的愛人，一個集意識體，不斷寄生擴張領地，擁有崇高的理想。欣賞瑞克的智慧，對瑞克是百依百順且容易被其影響。最終發覺他永遠不會改變，因此和他在一起就無法統治全宇宙，因此離開瑞克。
- 雨雲先生

第五季第一集出場的人物，為海洋之王，具有控制海洋和警察的能力，在故事的開始，被瑞克稱為死敵，喜好喝酒，在第五季第一集中拯救了瑞克一行人,他在劇中曾嘗試與瑞克和好，他知道關於瑞克妻子Diane的過去和瑞克的悲傷，他的隨從是魷魚，名字Nimbus則來自拉丁語。
- 安德烈·柯提斯（Andre Curtis，凱斯·大衛·威廉斯配音）

美國總統，黑人男性，角色原型參照美國第44任總統奧巴馬。

### 哈利赫普森中學
- 潔西卡（Jessica，卡莉·華格葛倫（英语：Kari Wahlgren）配音[1]）

學生，莫蒂數學課上的同班女同學，是名約十幾歲的貌美女孩。莫蒂暗戀的對象，儘管潔西卡未明確承認他，但她平時都對莫蒂表現地很友善。不喜歡男友布萊德的態度。
- 吉恩·維吉納校長（Principal Gene Vagina，菲爾·亨德里（英语：Phil Hendrie）配音）

哈利赫普森中學的校長。他經常提醒人們，他姓氏「Vagina」的意思是「陰道」，所以他常用自己的全名來介紹自己。
- 金福德先生（Mr. Goldenfold，布蘭登·強森配音）

莫蒂的數學老師。他非常重視自己的工作，常會大聲喧嘩地聲稱數學對他班級的重要性。離婚後感到相當空虛。
- 布萊德（Brad，艾克·凱倫姆（英语：Echo Kellum）配音）

學生，足球隊球員。潔西卡的男友，但潔西卡相當不喜歡他強硬、愛表現自我，以及對莫蒂不友善的態度。
- 伊森（Ethan，丹尼爾·班森配音）

學生，桑美的男友。年幼時期的他曾與兄長到公園玩時，遭到兄長性騷擾而留有陰影。
- 南希（Nancy，艾絲琳·保羅（英语：Aislinn Paul）配音）

學生，桑美的朋友，學校樂隊的長笛手。不受周遭同學的歡迎。
- 戴美·古德曼（Tammy Gueterman）

學生，桑美的好友，與鳥人成為戀人，真實身分為銀河聯邦的探員。

### 其他維度的瑞克和莫蒂
在不同維度和宇宙的瑞克和莫蒂個性、外表、思想皆不同。每一位瑞克和莫蒂的配音皆由同一配音員所詮釋。
- 邪惡瑞克（Evil Rick）

據傳是來自每個人都是邪惡的維度的瑞克。他藉由殺死其他瑞克來下載他們大腦的內容，後利用瑞克C-137（主角瑞克）的傳送槍來將罪嫁禍給他。當他被各種抓來的莫蒂圍攻殺死後，才透露原來他的腦部被植入遠端控制的裝置。但最後仍未解釋邪惡瑞克是否真的「邪惡」。
- 邪惡莫蒂（Evil Morty）

擁有邪惡思想的莫蒂。初登場時，他的右眼戴著獨眼罩，後來被透露是邪惡瑞克的幕後操控者，並在丟下眼罩後，隨著其他被擄的莫蒂們離去。在「瑞克和莫蒂：大本營的故事」一集中，他改以候選人莫蒂的身份在瑞克堡壘再度登場，後以一番激勵人心的演講而成功當選為瑞克堡壘的新總統。在經歷自己前經紀人對自己的刺殺後，他殺了與自己意見不合的瑞克內閣們，並打算開始展開自己的改革計劃。

## 其他角色
- 戴文（Davin，丹·哈蒙配音）

貝絲在馬醫院的同事，是名金髮帥哥。被傑瑞認為是對自己婚姻造成威脅的存在，所以相當不喜歡他。
- 羅納德和裘伊·史密斯（Leonard and Joyce Smith，達納·卡維（英语：Dana Carvey）和派翠西亞·蘭茲配音）

傑瑞的父母。他們與雅各有著綠帽子的關係。羅納德喜歡穿著超人裝躲在臥室的衣櫃中看著裘伊和雅各做愛。
- 雅各（Jacob，艾克·凱倫姆（英语：Echo Kellum）配音）

裘伊的情人，是名友善和討喜的人。但傑瑞對於他和自己父母的關係感到不舒服。
- 黛安·桑切斯（Diane Sanchez，卡莉·華格蓮配音）

「似乎是」瑞克的妻子，僅回憶中出現。在第三季首集的瑞克回憶中，黛安與女兒貝絲打算與年輕時的瑞克外出用餐，但卻遭到了從穿越門丟來的炸彈炸死，這使傷心過度的瑞克決定再次成為一名科學家；儘管瑞克事後聲稱，這段回憶並不是真的。在第五季第一集中確認了Diane作為瑞克妻子的身分。